# Рудановаць
44°47′ пн. ш. 15°41′ сх. д. / 44.78° пн. ш. 15.68° сх. д.
Рудановаць (хорв. Rudanovac) — населений пункт у Хорватії, в Лицько-Сенській жупанії у складі громади Плитвицька Єзера.

## Населення
Населення за даними перепису 2011 року становило 123 осіб.
Динаміка чисельності населення поселення:

## Клімат
Середня річна температура становить 7,70 °C, середня максимальна – 21,82 °C, а середня мінімальна – -8,11 °C. Середня річна кількість опадів – 1342 мм.
| Клімат поселення                              | Клімат поселення | Клімат поселення | Клімат поселення | Клімат поселення | Клімат поселення | Клімат поселення | Клімат поселення | Клімат поселення | Клімат поселення | Клімат поселення | Клімат поселення | Клімат поселення | Клімат поселення |
| Показник                                      | Січ.             | Лют.             | Бер.             | Квіт.            | Трав.            | Черв.            | Лип.             | Серп.            | Вер.             | Жовт.            | Лист.            | Груд.            |                  |
| Середній максимум, °C                         | 5,40             | 6,22             | 9,49             | 13,55            | 18,50            | 21,82            | 21,72            | 21,16            | 17,36            | 12,93            | 7,64             | 3,47             |                  |
| Середня температура, °C                       | −1,36            | −0,56            | 2,73             | 6,80             | 11,74            | 15,06            | 17,34            | 16,78            | 12,98            | 8,56             | 3,28             | −0,89            |                  |
| Середній мінімум, °C                          | −8,11            | −7,32            | −4,03            | 0,03             | 4,98             | 8,30             | 12,96            | 12,41            | 8,61             | 4,20             | −1,1             | −5,28            |                  |
| Норма опадів, мм                              | 93               | 96               | 102              | 114              | 102              | 105              | 80               | 92               | 126              | 140              | 162              | 130              |                  |
| Середньомісячна швидкість вітру, м/с          | 1.97             | 2.09             | 2.34             | 2.29             | 2.11             | 1.89             | 1.85             | 1.75             | 1.80             | 1.94             | 2.11             | 2.16             |                  |
| Середньомісячна сонячна радіація, кДж/м²·день | 4569             | 7282             | 10680            | 15157            | 19220            | 21137            | 22810            | 19643            | 14592            | 9431             | 5005             | 3831             |                  |
| --------------------------------------------- | ---------------- | ---------------- | ---------------- | ---------------- | ---------------- | ---------------- | ---------------- | ---------------- | ---------------- | ---------------- | ---------------- | ---------------- | ---------------- |
| Джерело:                                      |                  |                  |                  |                  |                  |                  |                  |                  |                  |                  |                  |                  |                  |